# Stavangeri repülőtér
A Stavangeri repülőtér (IATA: SVG, ICAO: ENZV) Norvégia egyik nemzetközi repülőtere, amely Sola község közelében található. Éves utasforgalma 3 576 772 fő (2022).

## Futópályák
A repülőtér futópályái:
- 11/29 (2449 m, 45 m, aszfalt)
- 18/36 (2706 m, 60 m, aszfalt)

## Forgalom
Az utasforgalom az elmúlt években az alábbi módon változott:
| Utasok száma | 2 847 352 | 2 570 969 | 2 785 031 | 3 345 718 | 3 674 816 | 4 413 987 | 4 501 368 | 4 178 241 | 1 674 900 | 3 576 772 |
|              | 2000      | 2002      | 2005      | 2007      | 2010      | 2012      | 2015      | 2017      | 2020      | 2022      |